# جاك هينلي
جاك هينلي (بالإنجليزية: Jack Henley)‏ هو كاتب سيناريو أمريكي، ولد في 6 ديسمبر 1896 في جزيرة أيرلندا في المملكة المتحدة، وتوفي في 2 نوفمبر 1958 في لوس أنجلوس في الولايات المتحدة.

## وصلات خارجية
- جاك هينلي على موقع IMDb (الإنجليزية)
- جاك هينلي على موقع ألو سيني (الفرنسية)
- جاك هينلي على موقع أول موفي (الإنجليزية)
- جاك هينلي على موقع قاعدة بيانات الفيلم (الإنجليزية)
- جاك هينلي على موقع كينوبويسك (الروسية)